# ドラマチック韓流
『ドラマチック韓流』（どらまちっくはんりゅう）は、日本テレビで放送されていた韓国ドラマ専門枠。韓流ブームにより2004年9月7日から放送を始め、2005年9月29日に終了した。関東ローカル枠。
最初に放送された大学生の青春を描いた『レディ・ゴー!』はオリジナルの韓国語音声に日本語字幕を付けて放送されたが、次のペ・ヨンジュン主演の『ホテリアー』からはすべて日本語吹き替えで放送された。放送は月曜 - 木曜10:30 - 11:25まで（JST）と、韓国ドラマの主たる視聴者であろう主婦層を狙ったものの、すべての番組の平均視聴率が5パーセント以下と低迷した。番組の後期においては平均視聴率4パーセント以下という状況であり、1年後の2005年の9月をもって終了した。後番組は、近畿地方ローカルですでに放送されていた「なるトモ!」になった。

## 放送ドラマ一覧
| タイトル                                         | 主演             | 放送期間                     | 平均視聴率 |
| ------------------------------------------------ | ---------------- | ---------------------------- | ---------- |
| レディ・ゴー!（字幕版）                          | ユンソナ         | 2004.9.7 - 9.20（全8話)      | 1.9%       |
| ホテリアー                                       | ペ・ヨンジュン   | 2004.9.22 - 10.28（全20話)   | 4.6%       |
| 真実                                             | チェ・ジウ       | 2004.11.1 - 11.29（全16話）  | 4.6%       |
| パパ                                             | ペ・ヨンジュン   | 2004.11.30 - 12.29（全18話） | 3.9%       |
| 星に願いを                                       | チェ・ジンシル   | 2005.1.4 - 2.1（全16話）     | 3.5%       |
| サンドゥ、学校へ行こう!                          | ピ               | 2005.2.2 - 3.1（全16話）     | 3.5%       |
| パリの恋人                                       | キム・ジョンウン | 2005.3.2 - 4.5（全21話）     | 3.7%       |
| 秋の童話                                         | ソン・スンホン   | 2005.4.7 - 5.10（全18話）    | 3.7%       |
| 屋根部屋のネコ                                   | キム・レウォン   | 2005.5.11 - 6.7（全16話）    | 3.3%       |
| 秘密                                             | キム・ハヌル     | 2005.6.8 - 7.11（全19話）    | 3.7%       |
| 真実（再放送）                                   | チェ・ジウ       | 2005.7.12 - 8.8              |            |
| (注)2005.8.9 - 9.1はタッチの再放送が放送された。 |                  |                              |            |
| 美しい彼女                                       | イ・ビョンホン   | 2005.9.5 - 9.29（全16話）    |            |